# Сезар (кінопремія, 2002)

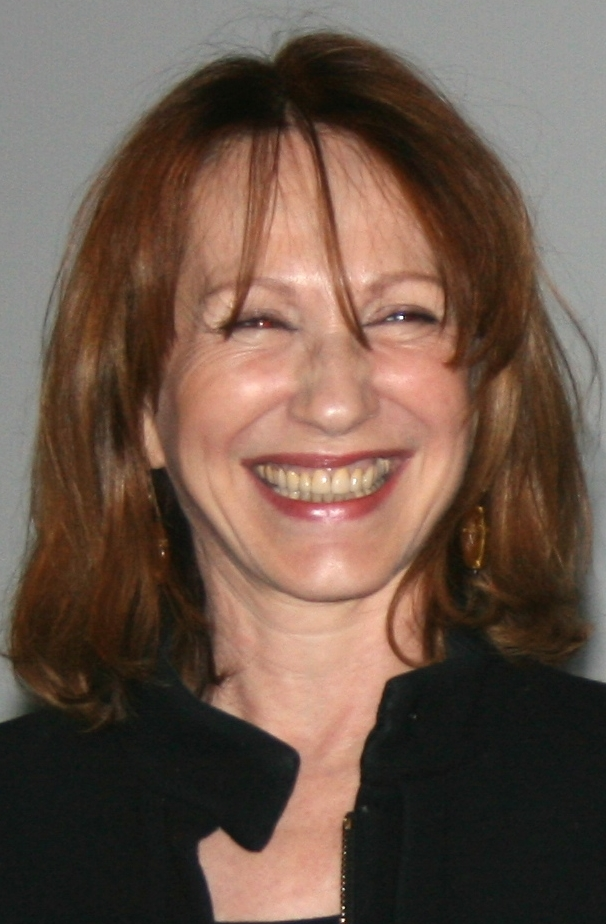
Президент 27-ї церемонії «Сезара» Наталі Бай

27-та церемонія вручення нагород премії «Сезар» Академії мистецтв та технологій кінематографа за заслуги у царині французького кінематографу за 2001 рік відбулася 2 березня 2002 року в Театрі Шатле (Париж, Франція). 
Церемонія проходила під головуванням акторки Наталі Бай, розпорядником та ведучим виступив французький актор, режисер, сценарист та продюсер Едуар Баер. Найкращим фільмом визнано стрічку Амелі режисера Жана-П'єра Жене.

## Статистика
Фільми, що отримали декілька номінацій:
| Фільм                                                           | Номінації | Перемоги |
| --------------------------------------------------------------- | --------- | -------- |
| • Амелі / Le Fabuleux Destin d'Amélie Poulain                   | 13        | 4        |
| • Палата для офіцерів / La Chambre des officiers                | 9         | 2        |
| • Читай по губах / Sur mes lèvres                               | 9         | 3        |
| • Хаос / Chaos                                                  | 5         | 1        |
| • Птахи / Le Peuple Migrateur                                   | 3         | 1        |
| • Під піском / Sous le sable                                    | 3         | —        |
| • Викрадення для Бетті Фішер / Betty Fisher et autres histoires | 2         | —        |
| • Дівчина з Парижу / Une hirondelle a fait le printemps         | 2         | —        |
| • Моя дружина — акторка / Ma femme est une actrice              | 2         | —        |
| • Нічия земля / No Man's Land                                   | 2         | 1        |
| • Піаністка / La Pianiste                                       | 2         | 1        |
| • Роялістка / L'Anglaise et le Duc                              | 2         | —        |
| • Тангі / Tangu                                                 | 2         | —        |

## Список лауреатів та номінантів
★Переможців виділено окремим кольором.

### Основні категорії
| Категорії                                       | Лауреати та номінанти                                                                                               | Лауреати та номінанти                                                                 | Лауреати та номінанти                                                                 |                                  |
| ----------------------------------------------- | --- | ------------------------------------------------------------------------------------- | ------------------------------------------------------------------------------------- | -------------------------------- |
| Найкращий фільм                                 | ★ Амелі / Le Fabuleux Destin d'Amélie Poulain (реж.: Жан-П'єр Жене)                                                 | ★ Амелі / Le Fabuleux Destin d'Amélie Poulain (реж.: Жан-П'єр Жене)                   | ★ Амелі / Le Fabuleux Destin d'Amélie Poulain (реж.: Жан-П'єр Жене)                   |                                  |
| Найкращий фільм                                 | • Хаос (реж.: Колін Серро)                                                                                          |                                                                                       |                                                                                       |                                  |
| Найкращий фільм                                 | • Палата для офіцерів / La Chambre des officiers (реж.: Франсуа Дюпейрон)                                           |                                                                                       |                                                                                       |                                  |
| Найкращий фільм                                 | • Під піском / Sous le sable (реж.: Франсуа Озон)                                                                   |                                                                                       |                                                                                       |                                  |
| Найкращий фільм                                 | • Читай по губах / Sur mes lèvres (реж.: Жак Одіар)                                                                 |                                                                                       |                                                                                       |                                  |
| Найкраща режисерська робота                     | | ★ Жан-П'єр Жене за фільм «Амелі»                                                      | ★ Жан-П'єр Жене за фільм «Амелі»                                                      | ★ Жан-П'єр Жене за фільм «Амелі» |
| Найкраща режисерська робота                     | • Патріс Шеро — «Інтим»                                                                                             |                                                                                       |                                                                                       |                                  |
| Найкраща режисерська робота                     | • Франсуа Дюпейрон — «Палата для офіцерів»                                                                          |                                                                                       |                                                                                       |                                  |
| Найкраща режисерська робота                     | • Франсуа Озон — «Під піском»                                                                                       |                                                                                       |                                                                                       |                                  |
| Найкраща режисерська робота                     | • Жак Одіар — «Читай по губах»                                                                                      |                                                                                       |                                                                                       |                                  |
| Найкращий актор                                 | | ★ Мішель Буке — «Як я убив свого батька» (Comment j'ai tué mon père) (за роль Моріса) | ★ Мішель Буке — «Як я убив свого батька» (Comment j'ai tué mon père) (за роль Моріса) |                                  |
| Найкращий актор                                 | • Ерік Каравака — «Палата для офіцерів» (за роль Адріана)                                                           |                                                                                       |                                                                                       |                                  |
| Найкращий актор                                 | • Венсан Кассель — «Читай по губах» (за роль Поля Анжелі)                                                           |                                                                                       |                                                                                       |                                  |
| Найкращий актор                                 | • Андре Дюссольє — «Тангі» (Tanguy (film)) (за роль Поля Геца)                                                      |                                                                                       |                                                                                       |                                  |
| Найкращий актор                                 | • Жак Дютрон — «Се ля ві» (C'est la vie (film, 2001)) (за роль Димитрія)                                            |                                                                                       |                                                                                       |                                  |
| Найкраща акторка                                | | ★ Еммануель Дево — «Читай по губах» (за роль Карлы Бём)                               | ★ Еммануель Дево — «Читай по губах» (за роль Карлы Бём)                               |                                  |
| Найкраща акторка                                | • Катрін Фро — «Хаос» (за роль Елен)                                                                                |                                                                                       |                                                                                       |                                  |
| Найкраща акторка                                | • Ізабель Юппер — «Піаністка» (за роль Еріки Когут)                                                                 |                                                                                       |                                                                                       |                                  |
| Найкраща акторка                                | • Шарлотта Ремплінг — «Під піском» (за роль Мари Дрійон)                                                            |                                                                                       |                                                                                       |                                  |
| Найкраща акторка                                | • Одрі Тоту — «Амелі» (за роль Амелі Пулен)                                                                         |                                                                                       |                                                                                       |                                  |
| Найкращий актор другого плану                   | | ★ Андре Дюссольє — «Палата для офіцерів» (за роль хірурга)                            | ★ Андре Дюссольє — «Палата для офіцерів» (за роль хірурга)                            |                                  |
| Найкращий актор другого плану                   | • Едуар Баер — «Викрадення для Бетті Фішер» (Betty Fisher et autres histoires) (за роль Алекса Басато)              |                                                                                       |                                                                                       |                                  |
| Найкращий актор другого плану                   | • Жамель Деббуз — «Амелі» (за роль Люсьєна)                                                                         |                                                                                       |                                                                                       |                                  |
| Найкращий актор другого плану                   | • Жан-Поль Руссійон (Jean-Paul Roussillon) — «Дівчина з Парижу» (Une hirondelle a fait le printemps) (за роль Жана) |                                                                                       |                                                                                       |                                  |
| Найкращий актор другого плану                   | • Рюфюс — «Амелі» (за роль Рафаеля Пулена)                                                                          |                                                                                       |                                                                                       |                                  |
| Найкраща акторка другого плану                  | | ★ Анні Жирардо — «Піаністка» (за роль матері)                                         | ★ Анні Жирардо — «Піаністка» (за роль матері)                                         |                                  |
| Найкраща акторка другого плану                  | • Ніколь Гарсія — «Викрадення для Бетті Фішер» (за роль Марго Фішер)                                                |                                                                                       |                                                                                       |                                  |
| Найкраща акторка другого плану                  | • Ноемі Львовскі — «Моя дружина — акторка» (Ma femme est une actrice) (за роль Наталі)                              |                                                                                       |                                                                                       |                                  |
| Найкраща акторка другого плану                  | • Ізабель Нанті — «Амелі» (за роль Жоржетти)                                                                        |                                                                                       |                                                                                       |                                  |
| Найкраща акторка другого плану                  | • Лін Рено — «Хаос» (за роль бабусі)                                                                                |                                                                                       |                                                                                       |                                  |
| Найперспективніший актор                        | | ★ Робінсон Стевенен (Robinson Stévenin) — «Погані манери» (Mauvais Genres)            | ★ Робінсон Стевенен (Robinson Stévenin) — «Погані манери» (Mauvais Genres)            |                                  |
| Найперспективніший актор                        | • Ериік Бергер (Éric Berger) — «Тангі»                                                                              |                                                                                       |                                                                                       |                                  |
| Найперспективніший актор                        | • Стефано Кассетті (Stefano Cassetti) — «Роберто Зукко» (Roberto Succo (film))                                      |                                                                                       |                                                                                       |                                  |
| Найперспективніший актор                        | • Грегорі Деранже (Grégori Dérangère) — «Палата для офіцерів»                                                       |                                                                                       |                                                                                       |                                  |
| Найперспективніший актор                        | • Жан-Мішель Порталь (Jean-Michel Portal) — «Палата для офіцерів»                                                   |                                                                                       |                                                                                       |                                  |
| Найперспективніша акторка                       | | ★ Рашида Бракні — «Хаос»                                                              | ★ Рашида Бракні — «Хаос»                                                              |                                  |
| Найперспективніша акторка                       | • Маріон Котіяр — «Милі штучки»                                                                                     |                                                                                       |                                                                                       |                                  |
| Найперспективніша акторка                       | • Елен де Фужроль — «Спробуй дізнайся» (Va savoir)                                                                  |                                                                                       |                                                                                       |                                  |
| Найперспективніша акторка                       | • Елен Фійєр (Hélène Fillières) — «Королеви на один день» (Reines d'un jour)                                        |                                                                                       |                                                                                       |                                  |
| Найперспективніша акторка                       | • Ізільд Ле Беско — «Роберто Зукко»                                                                                 |                                                                                       |                                                                                       |                                  |
| Найкращий оригінальний або адаптований сценарій | Жак Одіар | ★ Жак Одіар та Тоніно Бенаквіста — «Читай по губах»                                   | Тоніно Бенаквіста                                                                     |                                  |
| Найкращий оригінальний або адаптований сценарій | Жак Одіар | • Колін Серро — «Хаос»                                                                | Тоніно Бенаквіста                                                                     |                                  |
| Найкращий оригінальний або адаптований сценарій | Жак Одіар | • Франсуа Дюпейрон — «Палата для офіцерів»                                            | Тоніно Бенаквіста                                                                     |                                  |
| Найкращий оригінальний або адаптований сценарій | Жак Одіар | • Жан-П'єр Жене та Гійом Лоран (Guillaume Laurant) — «Амелі»                          | Тоніно Бенаквіста                                                                     |                                  |
| Найкращий оригінальний або адаптований сценарій | Жак Одіар | • Даніс Танович — «Нічия земля»                                                       | Тоніно Бенаквіста                                                                     |                                  |
| Найкраща музика до фільму                       | | ★ Ян Т'єрсен — «Амелі»                                                                | ★ Ян Т'єрсен — «Амелі»                                                                |                                  |
| Найкраща музика до фільму                       | • Джозеф ЛоДука — «Братство вовка»                                                                                  |                                                                                       |                                                                                       |                                  |
| Найкраща музика до фільму                       | • Бруно Куле — «Птахи»                                                                                              |                                                                                       |                                                                                       |                                  |
| Найкраща музика до фільму                       | • Александр Деспла — «Читай по губах»                                                                               |                                                                                       |                                                                                       |                                  |
| Найкращий монтаж                                | ★Марі-Жозеф Йойотт (Marie-Josèphe Yoyotte) — «Птахи»                                                                | ★Марі-Жозеф Йойотт (Marie-Josèphe Yoyotte) — «Птахи»                                  | ★Марі-Жозеф Йойотт (Marie-Josèphe Yoyotte) — «Птахи»                                  |                                  |
| Найкращий монтаж                                | • Ерве Шнайд — «Амелі»                                                                                              |                                                                                       |                                                                                       |                                  |
| Найкращий монтаж                                | • Жульєт Вельфлін (Juliette Welfling) — «Читай по губах»                                                            |                                                                                       |                                                                                       |                                  |
| Найкраща операторська робота                    | ★ Тецуо Нагата — «Палата для офіцерів»                                                                              | ★ Тецуо Нагата — «Палата для офіцерів»                                                | ★ Тецуо Нагата — «Палата для офіцерів»                                                |                                  |
| Найкраща операторська робота                    | • Бруно Дельбоннель — «Амелі»                                                                                       |                                                                                       |                                                                                       |                                  |
| Найкраща операторська робота                    | • Матьє Вадпьєд (Mathieu Vadepied) — «Читай по губах»                                                               |                                                                                       |                                                                                       |                                  |
| Найкращі декорації                              | ★ Алін Бонетто (Aline Bonetto) — «Амелі»                                                                            | ★ Алін Бонетто (Aline Bonetto) — «Амелі»                                              | ★ Алін Бонетто (Aline Bonetto) — «Амелі»                                              |                                  |
| Найкращі декорації                              | • Антуан Фонтейн та Жан-Батист Маро — «Роялістка» (L'Anglaise et le Duc)                                            |                                                                                       |                                                                                       |                                  |
| Найкращі декорації                              | • Гі-Клод Франсуа — «Братство вовка»                                                                                |                                                                                       |                                                                                       |                                  |
| Найкращі костюми                                | ★ Домінік Борг (Dominique Borg) — «Братство вовка»                                                                  | ★ Домінік Борг (Dominique Borg) — «Братство вовка»                                    | ★ Домінік Борг (Dominique Borg) — «Братство вовка»                                    |                                  |
| Найкращі костюми                                | • П'єр-Жан Ларрок (Pierre-Jean Larroque) — «Роялістка»                                                              |                                                                                       |                                                                                       |                                  |
| Найкращі костюми                                | • Катрін Бочар — «Палата для офіцерів»                                                                              |                                                                                       |                                                                                       |                                  |
| Найкращі костюми                                | • Мадлін Фонтен (Madeline Fontaine) — «Амелі»                                                                       |                                                                                       |                                                                                       |                                  |
| Найкращий звук                                  | ★ Марк-Антуан Бельден, Сиріл Гольц та Паскаль Віллар — «Читай по губах»                                             | ★ Марк-Антуан Бельден, Сиріл Гольц та Паскаль Віллар — «Читай по губах»               | ★ Марк-Антуан Бельден, Сиріл Гольц та Паскаль Віллар — «Читай по губах»               |                                  |
| Найкращий звук                                  | • Венсан Арнарді, Жерар Арді, Лоран Коссаян та Жан Уманський — «Амелі»                                              |                                                                                       |                                                                                       |                                  |
| Найкращий звук                                  | • Сиріл Гольц та Жан-Поль Мюжель — «Братство вовка»                                                                 |                                                                                       |                                                                                       |                                  |
| Найкращий дебютний фільм                        | ★ «Нічия земля» — реж.: Даніс Тановіч                                                                               | ★ «Нічия земля» — реж.: Даніс Тановіч                                                 | ★ «Нічия земля» — реж.: Даніс Тановіч                                                 |                                  |
| Найкращий дебютний фільм                        | • «Грегуар Мулен проти людства» — реж.: Артюс де Пенгерн                                                            |                                                                                       |                                                                                       |                                  |
| Найкращий дебютний фільм                        | • «Моя дружина — акторка» — реж.: Іван Атталь                                                                       |                                                                                       |                                                                                       |                                  |
| Найкращий дебютний фільм                        | • «Птахи» — реж.: Жак Клюзо (Jacques Cluzaud), Жак Перрен та Мішель Деба (Michel Debats)                            |                                                                                       |                                                                                       |                                  |
| Найкращий дебютний фільм                        | • «Дівчина з Парижу» — реж.: Крістіан Каріон (Christian Carion)                                                     |                                                                                       |                                                                                       |                                  |
| Найкращий короткометражний фільм                | ★ У першу неділю серпня / Au premier dimanche d'août (реж.: Флоранс Міель)                                          | ★ У першу неділю серпня / Au premier dimanche d'août (реж.: Флоранс Міель)            | ★ У першу неділю серпня / Au premier dimanche d'août (реж.: Флоранс Міель)            |                                  |
| Найкращий короткометражний фільм                | • Шматочки моєї дружини / Des morceaux de ma femme (реж.: Фрідерік Пелле)                                           |                                                                                       |                                                                                       |                                  |
| Найкращий короткометражний фільм                | • Les filles du douze (реж.: Паскаль Бретон)                                                                        |                                                                                       |                                                                                       |                                  |
| Найкращий короткометражний фільм                | • Millevaches [Expérience] (реж.: П'єр Вінур)                                                                       |                                                                                       |                                                                                       |                                  |
| Найкращий короткометражний фільм                | • La pomme, la figue et l'amande (реж.: Жоель Брісс)                                                                |                                                                                       |                                                                                       |                                  |
| Найкращий фільм іноземною мовою                 | США ★ Малхолланд Драйв / Mulholland Drive (США, реж. Девід Лінч)                                                    | США ★ Малхолланд Драйв / Mulholland Drive (США, реж. Девід Лінч)                      | США ★ Малхолланд Драйв / Mulholland Drive (США, реж. Девід Лінч)                      |                                  |
| Найкращий фільм іноземною мовою                 | Італія • Кімната сина / La stanza del figlio (Італія, реж. Нанні Моретті)                                           |                                                                                       |                                                                                       |                                  |
| Найкращий фільм іноземною мовою                 | Австралія • Мулен Руж! / Moulin Rouge! (Австралія, реж. Баз Лурман)                                                 |                                                                                       |                                                                                       |                                  |
| Найкращий фільм іноземною мовою                 | США • Людина, якої не було / The Man Who Wasn't There (США, реж. Джоел Коен)                                        |                                                                                       |                                                                                       |                                  |
| Найкращий фільм іноземною мовою                 | США • Трафік / Traffic (США, реж. Стівен Содерберг)                                                                 |                                                                                       |                                                                                       |                                  |

### Спеціальні нагороди
| Нагорода         | Лауреати         | Лауреати   |
| ---------------- | ---------------- | ---------- |
| Почесний «Сезар» |                  | ★ Анук Еме |
| Почесний «Сезар» | ★ Джеремі Айронс |            |
| Почесний «Сезар» | ★ Клод Ріш       |            |